# Walter Spindler
Walter Spindler, nemški general, * 4. maj 1954, Detmold.
28. junija 2011 je postal namestnik poveljnika Eurokorpsa v Straßburgu.

## Življenjepis
Rodil se je kmetu v majhnemu naselju Maspe. Že kot otrok je želel postati poklicni vojak, tako da je 1. julija 1973 pričel z vojaško kariero v Bundeswehru kot navadni Tankovski grenadir (Panzergrenadier) v 323. tankovsko-grenadirskem bataljonu (Panzergrenadierbatallion 323); tu je opravil svojo vojaško obveznost, nato pa je v letih 1974−1978 študiral gospodarske in organizacijske vede na Univerzi Bundeswehra München ( Universität der Bundeswehr München). Po diplomiranju se je vrnil nazaj v aktivno vojaško službo; prvi dve leti je bil poveljnik voda v 11. tankovsko-grenadirskem bataljonu (Panzergrenadierbataillon 11), nato pa je med letoma 1980 in 1985 poveljnik čete v 12. tankovsko-grenadirskem bataljonu (Panzergrenadierbataillon 12).
V letih 1985−1986 je bil na generalštabnem tečaju na Vodstveni akademiji Bundeswehra (Führungsakademie der Bundeswehr) v Hamburgu, nato pa je bil med letoma 1986–1988 še na generalštabnem izobraževanju na École Supérieure de Guerre v Parizu. Nato pa je bil eno leto G4 oz. G3 v 29. tankovski brigadi (Panzerbrigade 29), nakar pa referent v Vodstvenemu štabu oboroženih sil (Führungsstab der Streitkräfte) nemškega obrambnega ministrstva (1989–1991), G3 v Obrambnemu področnem poveljstvu VIII (Wehrbereichskommando VIII) (1991 –1993), poveljnik 72. oz. 173. tankovsko-grenadirskega bataljona (1993–1995), G3 OP v Eurokorpsu (1995–1997), vodja operativne skupine v Vodstvenem poveljstvu Bundesheera (Heeresführungskommand) (1997–1998) in vodja referata v Načrtovanem štabu (Planungsstab) obrambnega ministrstva (1998–2002). Tega leta je nato opravil še seminar o varnostni politiki na Zvezni akademiji za varnostno politiko (Bundesakademie für Sicherheitspolitik), nato pa se je do leta 2003 izobraževal na francoskem Centru za visoke vojaške študije (CHEM) v Parizu.
1. septembra 2003 je postal poveljnik Francosko-nemške brigade in nato bil med julijem 2004 ter januarjem 2005 poveljnik Večnacionalne brigade Kabul v Afganistanu. Leta 2005 je postal namestnik načelnika štaba za operacije Eurokorpsa; tu je ostal dve leti, ko je postal vodja Pisarne za izobraževanje v Heeresamtu in s tem poveljnik celotnega usposabljanja za Bundesheer. 2. maja 2011 je bil začasni načelnik štaba Heeresamta, medtem ko je bil prejšnji načelnik štaba, brigadni general Wolfgang Köpke, za eno leto poslan na poveljstvo ISAFa v Afganistan. 28. junija 2011 je bil imenovan za namestnika poveljnika Eurokorpsa v Straßburgu.

## Pregled vojaške kariere

### Napredovanja
| Leto | Čin              |
| ---- | ---------------- |
| 1973 | vstopil          |
| 1976 | poročnik         |
| 1979 | nadporočnik      |
| 1981 | stotnik          |
| 1989 | major            |
| 1992 | podpolkovnik     |
| 1998 | polkovnik        |
| 2003 | brigadni general |
| 2011 | generalmajor     |

### Odlikovanja
| Odlikovanje                                            | Država                  |
| ------------------------------------------------------ | ----------------------- |
| Častni križec Bundeswehra v zlatu                      | Nemčija                 |
| Službena medalja Bundeswehra ISAF                      | Nemčija                 |
| poveljnik reda krone                                   | Belgija                 |
| Ordre national du Mérite                               | Francija                |
| vitez legije časti                                     | Francija                |
| Medalja za lojalno službo pod dvema zastava 2. razreda | Bolgarija               |
| Meritorious Service Medal                              | Združene države Amerike |
| Non Article 5 NATO Medal ISAF                          | NATO                    |